# Міранті-ду-Валі
Міранті-ду-Валі (порт. Mirante do Vale, до 1988 — порт. Palácio Zarzur Kogan — Паласіу-Зарзур-Коган) — 51-поверховий хмарочос у Сан-Паулу висотою 170 м, розташований в центрі міста біля Валі-ду-Анангабау.
Був найвищим хмарочосом Бразилії до будівництва Millennium Palace в Балнеаріу-Камборіу.
Проект було розроблено інженерами Валдоміро Зарзур та Арон Коган. Міранті-ду-Валі розташована в долині річки Аньянгабау і має три виходи на три різні вулиці. Перший вихід на авеню Престис-Майя, другий - на площу Педру Лесса, третій - на вулицю Бригадира Тобіаса.
Будівля не дуже відома у місті, багато хто вважає найвищою будівлею Едіфісіу-Італія або Будівлю Алтіну Арантіса. Міранті-ду-Валі розташована у долині та її вершина нижче за висотою за згадані споруди, крім того, ця будівля закрита для публічного відвідування.

## Галерея

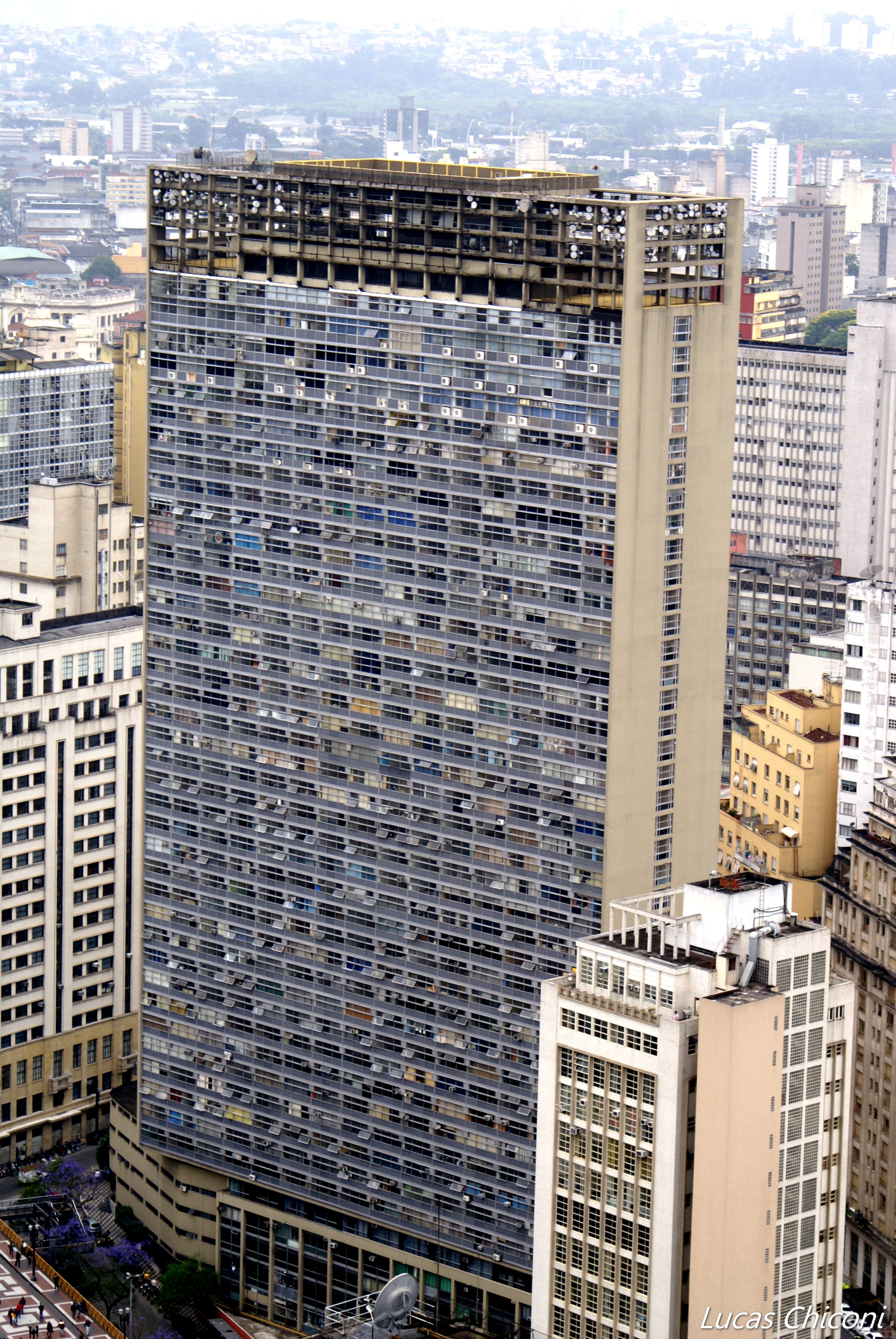
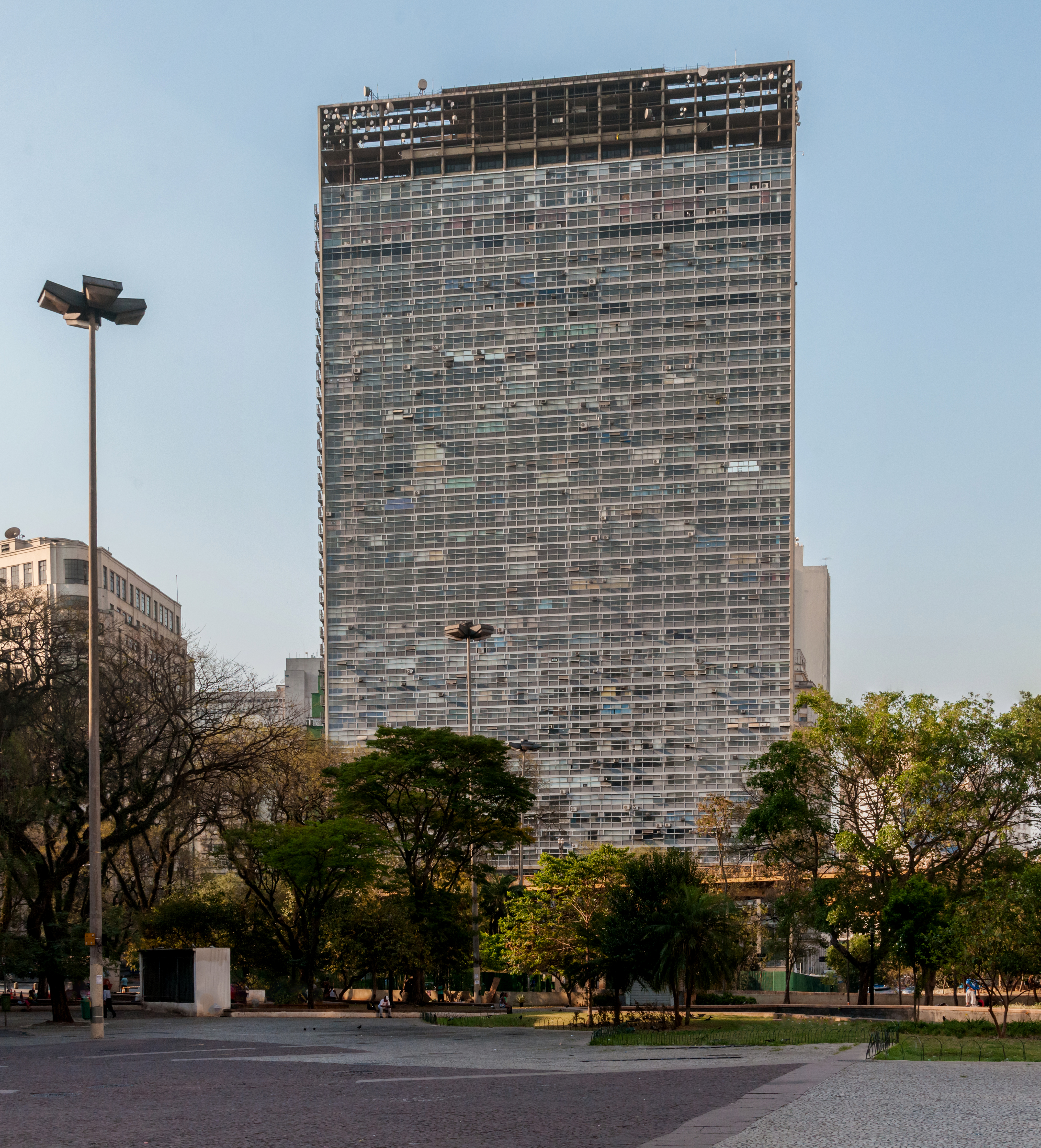
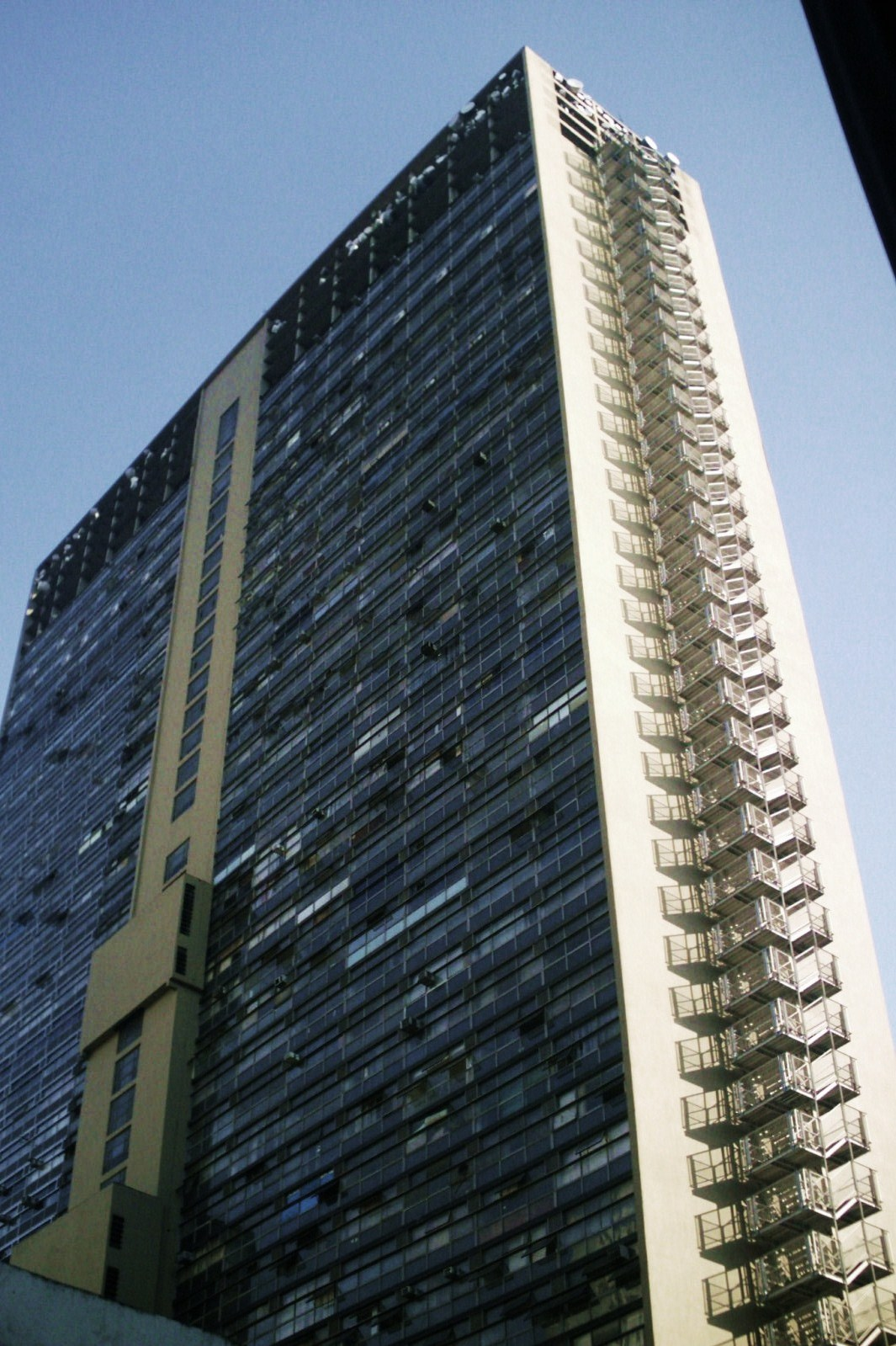
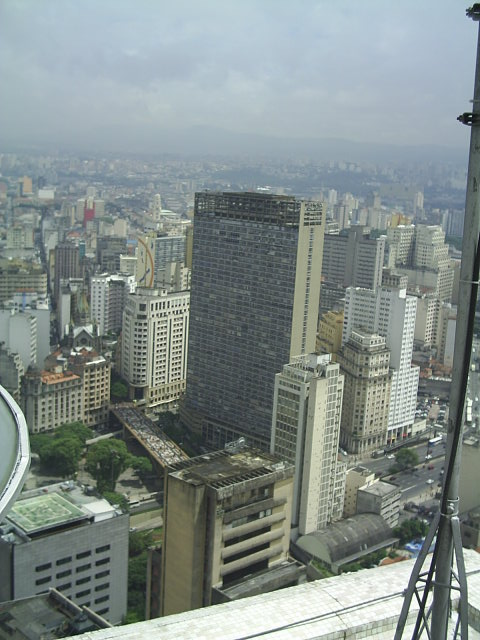
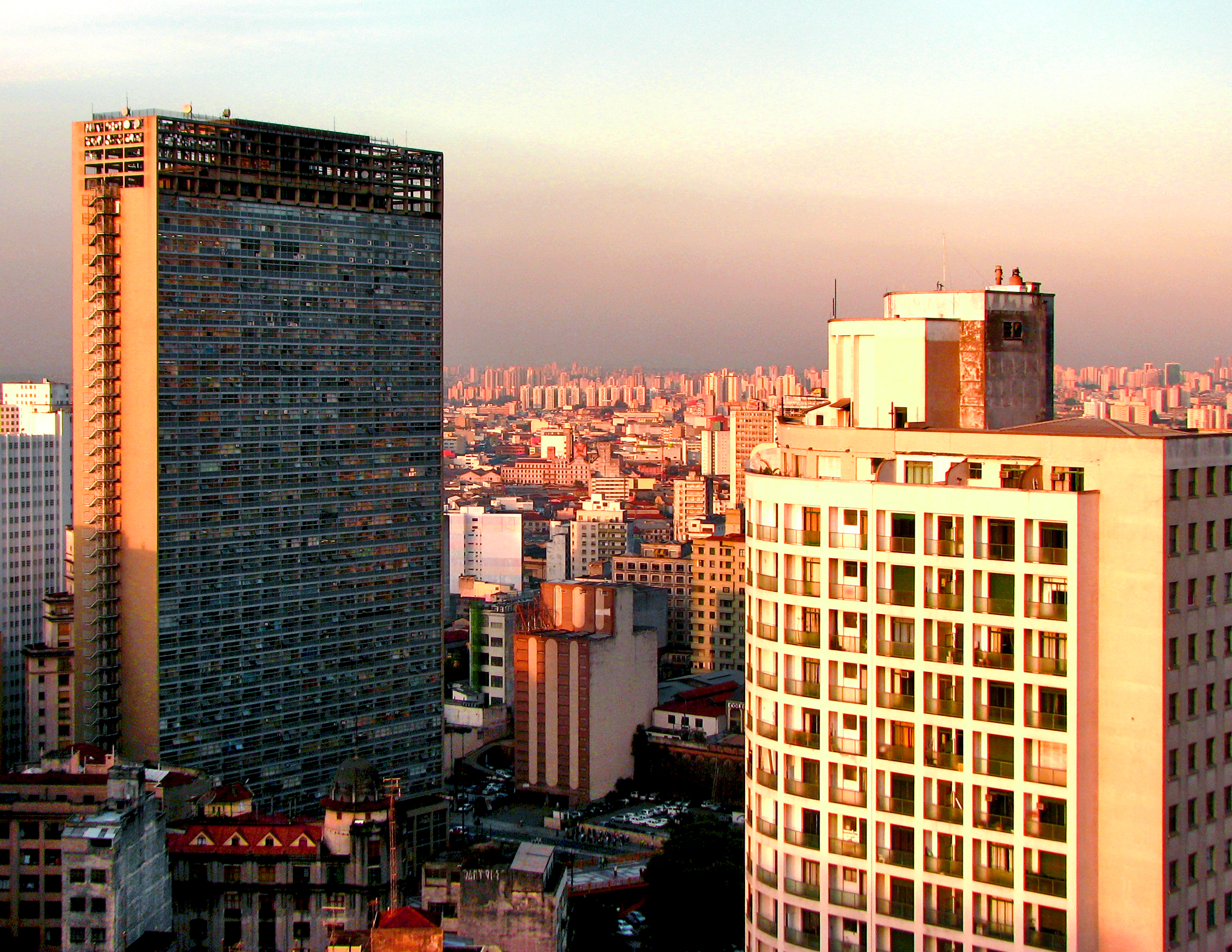